# Province de Cachapoal
La province chilienne de Cachapoal fait partie de la région du Libertador General Bernardo O'Higgins, et se situe au sud de la région métropolitaine de Santiago.

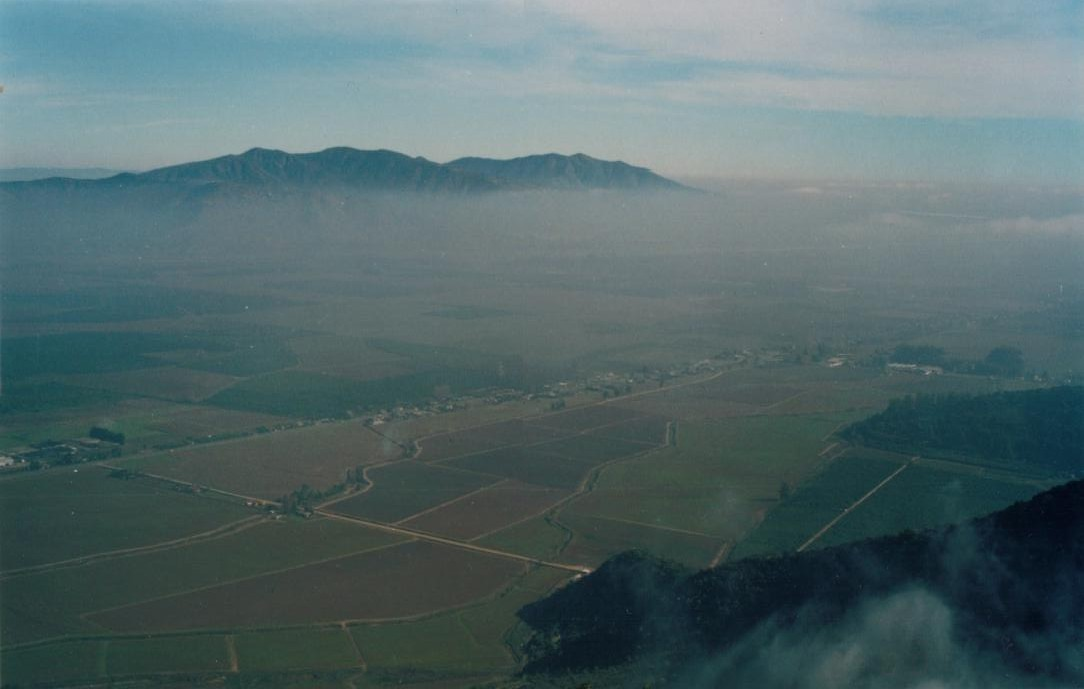
Vallée du Peumo

## Communes
La province comprend les communes suivantes :
1. Codegua
2. Coínco
3. Coltauco
4. Doñihue
5. Graneros
6. Las Cabras
7. Machalí
8. Malloa
9. Olivar
10. Peumo
11. Pichidegua
12. Quinta de Tilcoco
13. Rancagua
14. Requínoa
15. Rengo
16. Mostazal
17. San Vicente de Tagua Tagua